# Eriococcus cingulatus
Eriococcus cingulatus är en insektsart som beskrevs av Kiritchenko 1940. Eriococcus cingulatus ingår i släktet Eriococcus och familjen filtsköldlöss. Inga underarter finns listade i Catalogue of Life.